# Bolo Yeung
Bolo Yeung, pseudonimo di Yeung Sze (Canton, 3 luglio 1946), è un attore e artista marziale cinese.

## Biografia
Nato da famiglia agiata, dopo essersi dedicato al culturismo, studia arti marziali cinesi e coreane con vari maestri: il suo stile preferito è il taekwondo.
Negli anni sessanta, per sfuggire al regime comunista cinese, si trasferisce ad Hong Kong. Dopo aver vinto il titolo di culturismo, ed essere divenuto "Mister Hong Kong" nel 1970, si affaccia al cinema di arti marziali. La sua prestanza fisica attira l'attenzione di Run Run Shaw, direttore della famosa casa cinematografica "Shaw Brothers", che lo ingaggia per interpretare dei piccoli ruoli, principalmente da "cattivo".
Dopo varie apparizioni in film come Cinque dita di violenza, nel 1973 diventa famoso per il suo personaggio di Bolo ne I 3 dell'Operazione Drago (Enter the Dragon), di Robert Clouse. Durante le riprese, Yeung diventa amico di Bruce Lee. Nel film i due non combattono insieme, e quando Yeung fa scherzosamente sapere a Lee che l'avrebbe battuto, questi gli risponde che allora lo "ucciderà" nel film che sta per girare: Game of Death . La morte prematura di Lee farà in modo che questo non avvenga.
Nel 1977 dirige sé stesso nel film Bolo (o Bolo the Brute), una commedia d'azione a metà fra il documentario e la finzione. Nel 1985 il regista Sammo Hung lo chiama per un piccolo ruolo comico in La gang degli svitati (Fuk sing go jiu). Nel 1986 recita accanto a Brandon Lee, figlio di Bruce, nel film Legacy of Rage (Long zai jiang hu), di Ronny Yu. Sarà Yeung stesso ad allenare il giovane Brandon per far sì che le scene d'azione siano credibili.
L'esordio americano di Yeung arriva grazie all'attore belga Jean-Claude Van Damme, con il quale recita in Senza esclusione di colpi (Bloodsport) nel 1988. È qui che viene accreditato nei titoli come Bolo per richiamare nel pubblico il film con Bruce Lee. Ha così l'inizio per una collaborazione con vari artisti marziali, come Cynthia Rothrock, Billy Blanks e Jalal Merhi, in produzioni statunitensi.

## Filmografia parziale
- I tredici figli del drago verde (1970)
- Le 14 amazzoni (1972)
- 3 colpi che frantumano (1973)
- Cinque dita di violenza (1973)
- I 3 dell'Operazione Drago (1973)
- I sette guerrieri del Kung Fu (1973)
- La vendetta di Ki-Siang (1973)
- Kung Fu Massacre (1974)
- L'ira del drago colpisce anche l'Occidente (1978)
- La sfida del Tigre (1980)
- Bruce Lee vive ancora (1982)
- Mo (1983)
- La gang degli svitati (1985)
- Senza esclusione di colpi (1988)
- Uniti per vincere (1990)
- Double Impact - Vendetta finale (1991)
- Copgirl - Artigli di tigre (1992)
- Shootfighter - Scontro mortale (1993)
- Demolition Cop (1993)
- Shootfighter 2 - Lo scontro finale (1995)
- Enter the Game of Death (1978)

## Doppiatori Italiani
- Carlo Baccarini in Senza esclusione di colpi
- Piero Tiberi in Double Impact - Vendetta finale